# Estación Yoyogi

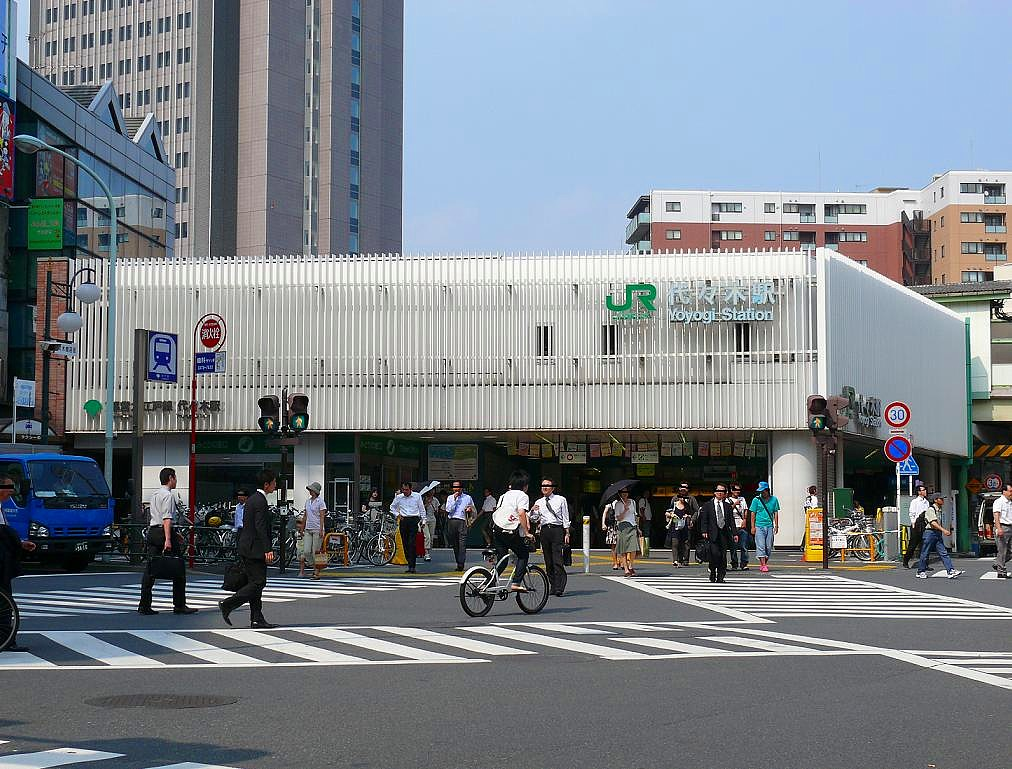
Estación Yoyogi

La estación Yoyogi (代々木駅 Yoyogi-eki?) es una estación menor que queda cerca de la estación Shinjuku, en Tokio.
Cerca de la estación de Yoyogi hay varios centros de educación especializada, también queda cerca de la escuela de animación "Yoyogi".
Esta estación es parte de　la Línea Yamanote y de la Línea Oedo.